# Bahia Negra
Bahia Negra é um distrito do Paraguai, localizado no departamento de Alto Paraguay. Possui uma população de 2.000 habitantes e sua economia é baseada na indústria agropecuária, turismo e pesca.Faz fronteira  com a cidade brasileira de Corumbá no Mato Grosso do Sul

## Transporte
O município de Bahia Negra é servido pelas seguintes rodovias:
- Caminho em terra ligando o município a cidade de La Victoria
- Caminho em terra ligando o município a cidade de Filadelfia ( Departamento de Boquerón)
- Caminho em terra ligando o município a cidade de Mariscal José Félix Estigarribia ( Departamento de Boquerón)